# Palle Rosenkrantz

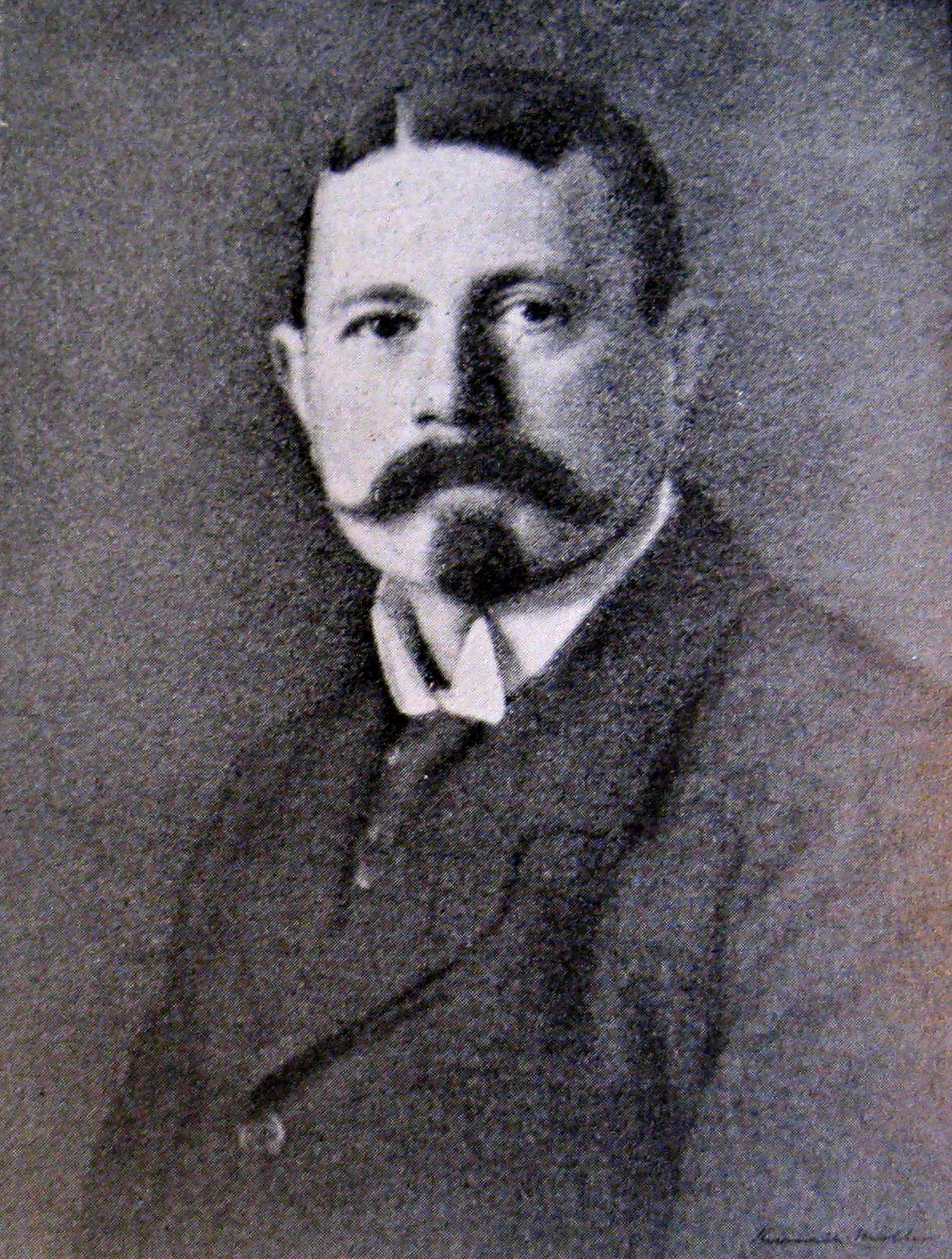
Palle Rosenkrantz

Palle Adam Vilhelm Rosenkrantz (* 22. April 1867 in Helsingør, Dänemark; † 1. Oktober 1941 in Gentofte Kommune, Dänemark) war ein dänischer Baron, Jurist, Autor und Übersetzer.

## Leben und Wirken

### Jugend und Ausbildung
Palle Rosenkrantz war Sohn des Barons Iver Holger Rosenkrantz (1813–1873). Er wurde nach einem seiner Vorfahren benannt, Palle Rosenkrantz (* 1587). Obwohl Palle Rosenkrantz aus dem dänischen Uradelsgeschlecht Rosenkrantz stammt, war die Familie nicht von dem Zweig, dem das Stammgut gehörte, und die Kinder mussten daher in verhältnismäßig knappen wirtschaftlichen Verhältnissen aufwachsen. Der Vater starb, als Palle Rosenkrantz nur sechs Jahre alt war, und die Mutter, Julia Mackenzie of Tarbat (1840–1911), hielt sich danach oft bei ihrer Familie auf, die von schottischem Hochlandsgeschlecht war.
Die Kinder wurden überwiegend von Bediensteten erzogen, und Rosenkrantz entwickelte nie ein enges Verhältnis zu seiner Mutter. 1868 zog die Familie in die Beamtenwohnung von Schloss Frederiksborg (1870), aber schon 1870 zog sie wieder nach Rungstedgård. Zwei Jahre später schon zog die Familie wieder um, und so ging es die ganze Kindheit von Palle Rosenkrantz hindurch, ein Leben, das er selbst „das Nomadendasein meiner Kindheit“ genannt hat. Dieses Wanderleben führte Palle Rosenkrantz in seinem Erwachsenenleben weiter.
Von 1874 bis 1875 wohnten die Kinder in Rom bei der Schwester der Mutter, während die Mutter in England war. Magister Martinius Galschiøt, Literaturkritiker der Zeitung Dagbladet (1851), war in dieser Periode der Lehrer der Kinder. Die Familie zog danach gemeinsam mit der Mutter zurück nach Kopenhagen. Hier ging Palle Rosenkrantz ohne Erfolg auf verschiedene Schulen Kopenhagens, darunter die Metropolitanschule und die Herlufholmschule (1882–1884). Er wurde 1885 Schüler der Borgerdydschule und leistete danach seine Wehrpflicht ab.
1887 begann er ein Jurastudium an der Universität Kopenhagens und wurde 1891 cand. jur. mit mittelmäßigem Examen. Er räumt in seinen Erinnerungen selbst ein, dass er den größten Teil seiner Studienzeit für „ein allzu munteres Studentenleben, Leichtsinn und einen Gefallen an nicht immer unschuldigen Zerstreuungen“ verwendete.

### Juristentätigkeit
Er erhielt eine Anstellung in einem Anwaltsbüro in Kopenhagen und heiratete am 11. November 1892 die Kaufmannstochter Edle Christiane Nielsen (1869–1954). 1893 wurde er angestellt als städtischer Gerichtsvollzieher in Rødy auf Lolland. Seine Erlebnisse dort schilderte er später halb-biographisch in dem Roman Den røde Hane (Der Rote Hahn) von 1908. 1895 wurde er befördert zum ersten Amtmann für den Bezirk Nørre Herred in Nakskov auf Lolland. Diese Periode schilderte er in dem Schlüsselroman Retsbetjente (Gerichtsdiener) von 1905. Dort debütierte Palle Rosenkrantz auch als Autor mit einer Konzertkritik in der lokalen Zeitung Nakskov Tidende. Außerdem schrieb er andere Artikel und verfasste zudem eine Lokalrevue, in der er selbst alle Rollen spielte.
Als juristischer Bevollmächtigter besorgte Palle Rosenkrantz eine sehr gemischte Reihe von Aufgaben, die sich von administrativer Büroarbeit bis direkter Detektiv- und Ermittlungstätigkeit in der Gegend erstreckte. Und als er 1897 als Bezirksrichter eingesetzt wurde, wirkte er unter anderem an der Aufklärung eines Kindermordes in Kastager mit. In der Zwischenzeit verschlechterte sich die sowieso schon schlimme Situation der Familie immer mehr. Er hatte ständig von geliehenem Geld von Familie und Freunden gelebt und das über seine Verhältnisse. Beispielsweise errichtete er sich eine prunkvolle Wohnung mit Turm in Nakskov. Rosenkrantz’ Chef von 1898, der Jurist V. A. Secher, sah die Abrechnungen durch und meinte, dass Rosenkrantz anvertraute Mittel missbraucht hätte, und er verabschiedete ihn im April 1898.
Rosenkrantz kehrte nach Kopenhagen zurück, wurde dort verhaftet und wegen des unberechtigten Verbrauches öffentlicher Mittel angeklagt. Es glückte unterdessen den Freunden, die fehlende Summe (3.050 Kronen) zu beschaffen und die Anklage wurde fallengelassen. Er wurde jedoch mit einer Schuld von 70.000 Kronen für bankrott erklärt und hatte aufgrund des Skandals keine Möglichkeit auf eine lohnende Karriere als Jurist.

### Verfassertätigkeit
Er erhielt jedoch eine bescheidene Anstellung in einem Anwaltsbüro, das seine Konkursmasse verwaltete, und begann gleichzeitig damit, abends zu schreiben, um die Familie zu ernähren. In der Folge gab er über 80 Bücher heraus. 1900 bis 1902 war er Hauptverwaltungsrat bei KTAS, der Kopenhagener Telefon AG. Er arbeitete auch für die Zeitung Politiken, übersetzte, schrieb Theaterstücke und Hörspiele. 1909 wurde er Obergerichtsanwalt. In der Periode 1911 bis 1925 schrieb er außerdem zwölf Stummfilmdrehbücher. Bis zum Ersten Weltkrieg soll er Dänemarks produktivster und am meisten verkaufter Schriftsteller gewesen sein. Sein neu gewonnener Erfolg ermöglichte es ihm, 1908 durch den Architekten H. C. Andersen eine Villa in der Hambrosallee 14 zu errichten. Schon 1917 zog der nomadische Rosenkrantz weiter in eine neue Villa in derselben Gegend am Norgesmindeweg 15, auch verantwortet von Andersen. 1911 bis 1915 war er Redakteur des Theaterblattes Masken und 1918 bis 1923 Mitredakteur von Danske Herregaarde (Dänische Herrenhöfe). 1927 und 1928 gab er in zwei Bänden das Werk Prokuratorerne i Danmark i det 17–19. Aarhundrede (Anwälte im Dänemark des 17.–19. Jahrhunderts) heraus, das die Entwicklung des Anwaltsberufs in dem genannten Zeitraum beschreibt.
Palle Rosenkrantz wird als der Autor betrachtet, der mit dem Roman Hvad Skovsøen gemte (1903) den Krimi als selbstständiges Literaturgenre in Dänemark etablierte.
Mehrere von Rosenkrantz’ Büchern haben eine Prägung von Sozialkritik. Außer seiner Autorenschaft beteiligte er sich an der öffentlichen Debatte und hielt Vorträge für eine Reform der dänischen Strafgerichtspflege, besonders für eine Trennung von rechtsprechender Macht und Anklage, die nicht vor 1919 durchgeführt wurde, sowie für eine Reform des damaligen Untersuchungsprozesses. Außer seinen persönlichen Erlebnissen als Jurist, die ihm Einblicke in ein korruptes Rechtspflegesystem ermöglichten, war es besonders das Involviertsein in einen weiteren Prozess, das den Startschuss für sein politisches Engagement durch die Literatur abgab.
Als Freundesdienst hatte er darin eingewilligt, in einer Sache um einen verschwundenen Scheck auszusagen, aber als er vor Gericht erschien, wurde er vom Ankläger, dem Juristen Axel Petersen, sehr herablassend behandelt. Das endete damit, dass Petersen Rosenkrantz des Diebstahls anklagte, obwohl er gar nicht in der Nähe des Ortes gewesen war. Dies wurde später verifiziert und die Anklage fallengelassen, aber Rosenkrantz hatte das Gefühl, dass er ohne Grund von einem arroganten und auf Zufall basierenden Rechtssystem gedemütigt worden war. Das fiel damit zusammen, dass er Umgang mit den Anhängern des Modernen Durchbruch der Zeit pflegte, für Politiken schrieb und bekannt war mit Georg Brandes, der das Vorwort für sein schönliterarisches Debüt Fruen paa Havreholm von 1899 geschrieben hatte, und mit Edvard Brandes. Der Slogan für Brandes’ naturalistische Literaturrichtung war es, dass sie Probleme zur Debatte stellen solle, etwas, das Rosenkrantz in vielen seiner Bücher erfüllte, die ansonsten hauptsächlich zur Ernährung seiner Familie geschrieben worden waren.
Das erste Ergebnis dafür war die dramatische Skizze En Tilstaaelse (Ein Geständnis), das in Ludvig Mylius-Erichsens Zeitschrift Vagten 1899 gedruckt wurde, und das später zu einem richtigen Schauspiel, das im Dagmartheater am 8. April 1900 Premiere hatte, erweitert und umgearbeitet wurde. Das Stück handelt davon, wie ein Unschuldiger von einem barschen Rechtssystem unter Druck gesetzt wird, um ein Verbrechen zu gestehen, das er nicht begangen hat. Das Stück wurde wegen seiner Problemstellung in der Presse viel diskutiert.
Außerdem war Rosenkrantz Journalist am Reichstag und schrieb biografische Porträts der gewählten Abgeordneten.

## Werke
(Auswahl)

### Kriminalromane
- Hvad skovsøen gemte (1903)
- Det tredie skud (1904)
- Amtsdommer Sterner (1906)
- Amy's Kat (1907)
- Barberkniven (1907)

### Autobiographie
- Billeder fra min Barndom (1917)
- Junkerdrømme (1918)
- Tre Aar paa Herlufsholm (1927)
- Tredive Aar paa det danske Parnas (1927)

### Fachliteratur
- Den danske Regering og Rigsdag 1901: Biografier og Portrætter. Dansk Grafisk Forlag 1901–1903. Das Buch enthält Biographien der Mitglieder des Reichstags 1901 und ist digitalisiert erhältlich bei Google Books
- Prokuratorerne i Danmark i det 17. og 18. Aarhundrede: 1683–1810: Bidrag til den danske Prokuratorstands Historie I. Gyldendal 1927.
- Prokuratorerne i Danmark i det 19. Aarhundrede: 1810–1868: 2. del af Bidrag til den danske Prokuratorstands Historie. Gyldendal 1928.
- Den danske Regering og Rigsdag 1903–1934. Arthur Jensens Forlag 1934.
- Amtmandsbogen. Portrætter og Biografier af Stiftamtmænd og Amtmænd i Danmark 1660–1935. Arthur Jensens Forlag 1936.